# Honschaft Kalkum
Die Honschaft Kalkum war vom Mittelalter bis in das 19. Jahrhundert hinein eine von 11 Honschaften im Hauptgericht Kreuzberg des Amtes Angermund im Herzogtum Berg. Das Gebiet der Honschaft liegt heute in der nordrhein-westfälischen Stadt Düsseldorf, Stadtteil Kalkum.
Im Zuge einer Verwaltungsreform innerhalb des Großherzogtums Berg wurde 1808 die Bürgermeisterei Kaiserswerth gebildet. Die Honschaft Kalkum bildete im 19. Jahrhundert daraufhin zusammen mit dem Dorf Zeppenheim die Spezialgemeinde Zeppenheim und Calcum in der bergischen Bürgermeisterei Kaiserswerth im Landkreis Düsseldorf des Regierungsbezirks Düsseldorf innerhalb der preußischen Rheinprovinz. Laut der Statistik und Topographie des Regierungsbezirks Düsseldorf von 1832 gehörten zu der Spezialgemeinde Zeppenheim und Calcum das Dorf Zeppenheim, der Ackerhof Kleianshof, das Kirchdorf Calcum, der Ackerhof Forsthof, der Heiderhof, der Tagelöhner-Wohnplatz Pfannenschoppen, der Forstaufseherwohnplatz Juffernschall, der Tagelöhnerwohnplatz an den Dörnern und das Rittergut Calcumer Schloß (originale Schreibweise).
Ab 1930 gehörte Kalkum zum Amt Ratingen-Land im Kreis Düsseldorf-Mettmann. Am 1. Januar 1975 wurde Kalkum zusammen mit Angermund, Bockum und Wittlaer nach Düsseldorf eingemeindet.